# Estland op de Olympische Winterspelen 1936
Tijdens de Olympische Winterspelen van 1936, die in Garmisch-Partenkirchen (Duitsland) werden gehouden, nam Estland voor de tweede keer deel.

## Deelnemers en resultaten

### Alpineskiën
| Olympiër              | Discipline     | Resultaat | Prestatie                                           |
| --------------------- | -------------- | --------- | --------------------------------------------------- |
| Karin Peckert-Forsman | combinatie (v) | 26e       | 62,31 punten afdaling: 7.58,4 slalom: 2.00,4+1.52,6 |

### Kunstrijden
| Olympiër                      | Discipline | Resultaat | Prestatie             |
| ----------------------------- | ---------- | --------- | --------------------- |
| Helene Michelson Eduard Hiiop | paarrijden | 18e       | pc. 161,0; 6,8 punten |

### Langlaufen
| Olympiër       | Discipline | Resultaat | Prestatie |
| -------------- | ---------- | --------- | --------- |
| Vello Kaaristo | 18 km (m)  | 30e       | 1:25.11   |
| Vello Kaaristo | 50 km (m)  | 23e       | 4:02.52   |

### Schaatsen
| Olympiër        | Discipline   | Resultaat | Prestatie |
| --------------- | ------------ | --------- | --------- |
| Aleksander Mitt | 500 m (m)    | 22e       | 46,6      |
| Aleksander Mitt | 1500 m (m)   | 22e       | 2.27,8    |
| Aleksander Mitt | 5000 m (m)   | 22e       | 9.00,4    |
| Aleksander Mitt | 10.000 m (m) | dnf       | opgave    |

Australië · België · Bulgarije · Canada · Duitsland · Estland · Finland · Frankrijk · Griekenland · Groot-Brittannië · Hongarije · Italië · Japan · Joegoslavië · Letland · Liechtenstein · Luxemburg · Nederland · Noorwegen · Oostenrijk · Polen · Roemenië · Spanje · Tsjecho-Slowakije · Turkije · Verenigde Staten · Zweden · Zwitserland